# Lucas van Mechelen

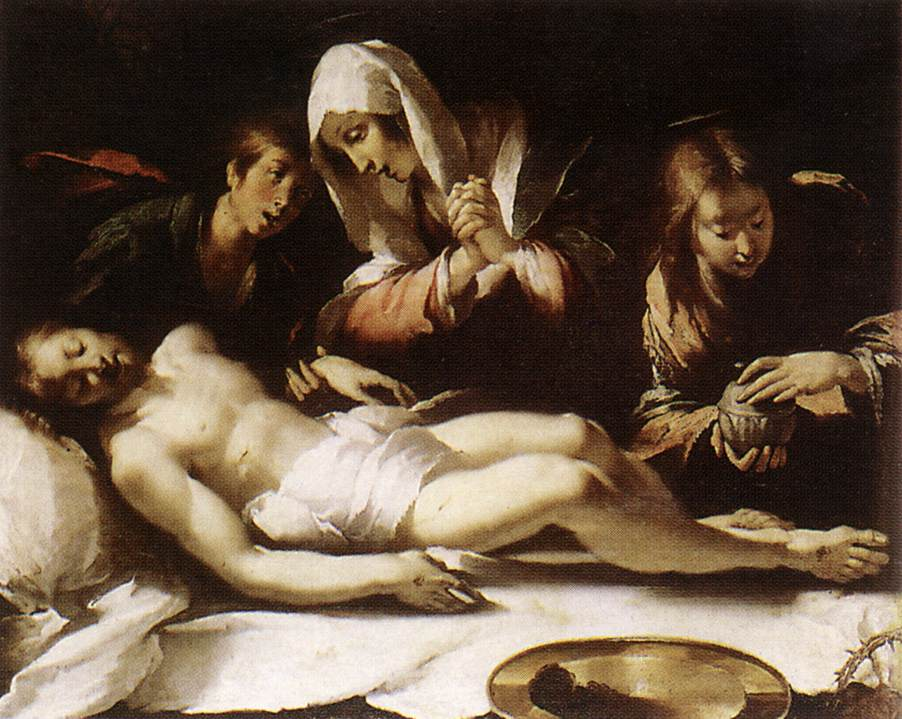
Une spiritualité de la mort mystique (par Bernardo Strozzi)

Lucas van Mechelen (né Luc Gomes vers 1595 à Aye et décédé à Gand en 1652) est un frère mineur capucin belge, d'origine judéo-ibérique, dont les cantiques spirituels, rédigés en thiois, s'inspirent de la Mystique rhénane, entre autres par l'intermédiaire d'Harphius et de Canfield.

## Biographie
Né à Aye, dans le Luxembourg belge, en 1595 ou 1596, Luc Gomes est entré en 1615 au noviciat des capucins de Gand (soit un an avant la division linguistique de la province capucine), où il recevra le nom de Lucas van Mechelen. En 1620, il est ordonné prêtre à Malines, et se voit confier la direction spirituelle du béguinage de la ville. Dès cette époque, il compose des cantiques spirituels, sortes de poésies mystiques, qu'une béguine malinoise, Anna de Man, va se charger de publier en deux recueils, sortis successivement en 1631 et 1639 : Den Blijden Requiem (Le joyeux requiem) et Het cloosterken der gheestelijcke Verryssenisse (Le petit cloître de la résurrection spirituelle).

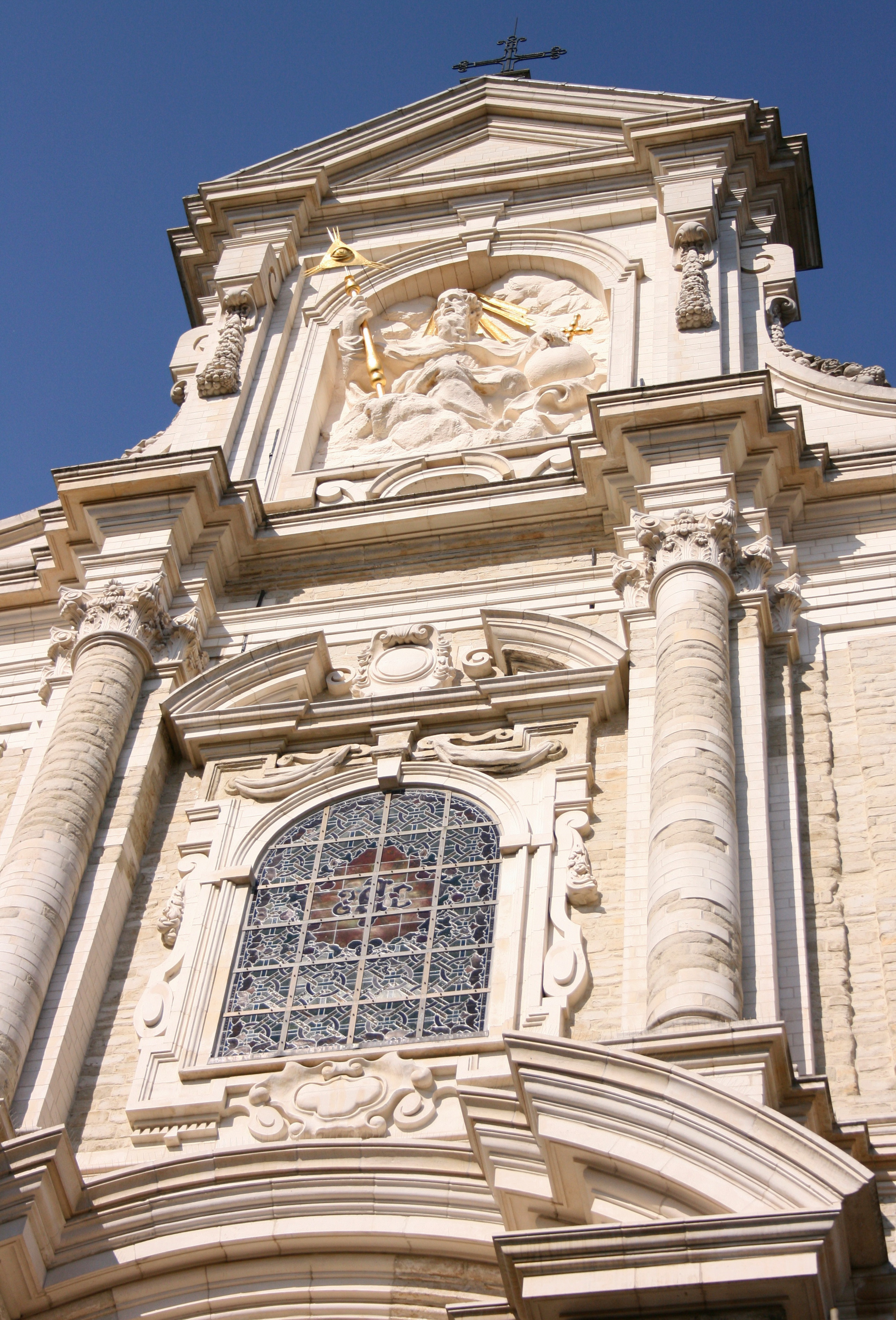
Église du béguinage de Malines

Vers 1637, il fait partie de la communauté de Bergues-Saint-Winoc dans le Nord de la France, avant d'être envoyé à Dunkerque, où il est nommé gardien (= supérieur) en 1646. Il meurt à Gand, le 15 septembre 1652, mais une édition partielle de ses œuvres, précédée d'une notice biographique, est réalisée dans la même ville en 1674, sous le titre suivant : Den droeven Alleluia (Le triste alleluia). Cet ouvrage sera encore réédité trois fois à Amsterdam en 1688, époque où Pierre Poiret, célèbre pasteur du Refuge et spécialiste de la Mystique rhénane, le qualifiait de totus mysticus et internus insignis.

## Spiritualité
Luc de Malines fait partie des représentants du renouveau mystique dont furent témoins les Pays-Bas méridionaux dans la première moitié du XVIIe siècle. Comme ses compatriotes capucins, Constantin de Barbanson et Jean-Evangéliste de Bois-le-Duc, il suit la ligne de l'apophatisme, tracée par le maître du couvent Saint-Honoré, Benoît de Canfield. En cherchant à couler un contenu didactique dans une forme lyrique, il aurait trouvé des accents plus personnels que ceux de ses confrères. Il emprunte sa terminologie à de nombreux auteurs spirituels : Canfield, mais aussi Tauler, Harphius, et même Jean de la Croix. Les équivoques qui pourraient naître du passage d'un système à l'autre, sont heureusement compensées par la thématique unifiée et la structure allégorique des recueils. En effet, à travers des images prises à la liturgie, Luc propose essentiellement une spiritualité de la mort mystique, comme l'indiquent les oxymores présents dans les titres de ses ouvrages.
À cet effet, il souscrit à la doctrine de l'anéantissement passif enseignée par Canfield, mais remplace la formule annihilation active, par celle d'abstraction (afghescheydenheydt) issue de la tradition rhéno-flamande médiévale, qu'il combine avec la théorie de la touche mystique (tuck), par laquelle Dieu opère directement sur l'âme, chez Harphius. Gardien chez les frères mineurs de l'Observance, ce dernier était surnommé le saint portier de Malines, et il est intéressant de constater que son souvenir est resté vivace, deux siècles plus tard, dans le contexte béguinal et capucin. Même s'il paraît souvent gêné par la conceptualisation essentialiste de son prédécesseur du XVe siècle, Luc conserve en effet l'exemplarisme anthropologique de celui-ci, non sans supprimer au passage le caractère trinitaire de l'âme comme imago Dei, et réduire la christologie de Harphius, à l'imitation de la Passion, thème ascétique traditionnel chez les franciscains.

### Œuvres
- Den Blijden Requiem (Anvers, 1631)
- Het cloosterken der gheestelijcke Verryssenisse (Anvers, 1639)
- Den droeven Alleluia (Gand, 1674; Amsterdam, 1688)
- Un manuscrit de 40 poèmes inédits (Bibliothèque de la Haye)

### Étude(s)
- K. Porteman, Malines, Luc de, in Dictionnaire de spiritualité ascétique et mystique, tome IX, Paris, Beauchesne, 1976, pp. 1122-1124.